# Peter Hughes (pilote)
Peter Hughes, né en 1935 à Nakuru, est un ancien pilote de rallyes kényan. 

## Biographie
Son père était le concessionnaire Ford de Nakuru, voitures et camions, pour la région. Le succès commercial aidant, il décida de s'installer à Nairobi la capitale, et d'y faire toujours le commerce de Fords, par l'intermédiaire de sa société créée à l'occasion, la Hughes Ford Motor Showroom, siégeant au coin de Kenyatta Avenue. 
Son fils Peter fait alors des études au Loughborough Technical Institute, en Angleterre.
De retour au pays, il s'installe à Eldoret, assez proche de Nakuru, débutant aussitôt les compétitions automobiles locales sur Porsche 911.
Il est l'un des rares pilotes membres d'un "club" très restreint The Magnificent Seven, seuls concurrents à avoir relié Nairobi en 1963, sous un déluge venu du ciel tout au long de l'épreuve.
Durant les années 1970, après une formation au management en Malaisie, il planifie puis dirige l'installation d'un réseau d'usine d'assemblage et de concessions de véhicules de la marque multinationale "Inchcape" dans son pays, développé depuis la chaîne de montage "AVA" de Mombasa. 
Il devient, alors, plusieurs années durant le Directeur de course du Safari Rally.
En 2011, il est choisi comme Président d'Honneur du KQ "Classic" Safari, version historique du rallye kényan.
Il réside toujours, depuis de longues années maintenant, à Nairobi, y possédant encore deux modèles Ford T qui lui rappellent encore les liens intimes et anciens de sa famille avec cette marque américaine.

## Palmarès
- 14 participations au Safari Rally, toujours sur voitures Ford :
  - Vainqueur du 12e East African Safari Rally du Kenya en 1964, sur Ford Cortina GT (copilote son compatriote William "Bill" Young);
  - 2e de l'East African Safari Rally du Kenya en 1963 (sur Ford Cortina GT);
  - 3e de l'East African Safari Rally du Kenya en 1962 (sur Ford Cortina GT);
  - également classé 4e, 5e, 6e, 7e, et 8e au général du Safari Rally, lors d'autres éditions.